# Plinia cauliflora
Plinia cauliflora (Mart.) Kausel, 1956), comunemente nota come Jabuticaba (ʒabutʃiˈkabɐ), è un albero appartenente della famiglia Myrtaceae che cresce negli stati di Minas Gerais, Espírito Santo e San Paolo nel Brasile sud-orientale.
Esistono molte specie simili, che corrispondono al termine comune Jaboticaba o Jabuticaba.
Specie simili comprese nel genere Myrciaria sono spesso chiamate con lo stesso nome, crescono in Brasile, Argentina, Paraguay e Bolivia. L'albero viene coltivato per i suoi frutti color nero-viola e dalla polpa bianca, che, in talune specie strette congeneri, sono appiattiti e verdastri; possono essere mangiati crudi o usati per marmellate e bevande (succo semplice o vino). Altri nomi usati comunemente per indicare questo tipo di piante sono Jabotica, Jabuticabeira, Guaperu, Guapuru, Hivapuru, Sabará e Ybapuru (guarani).

## Descrizione

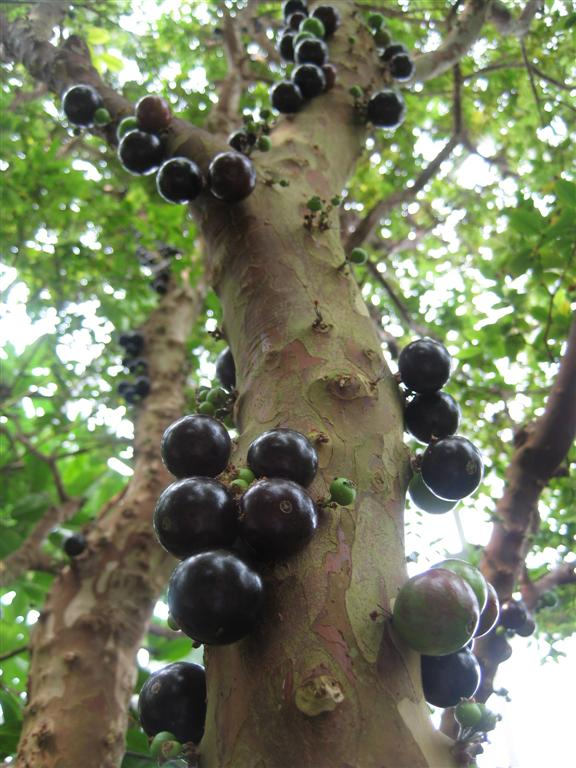
Albero di jabuticaba

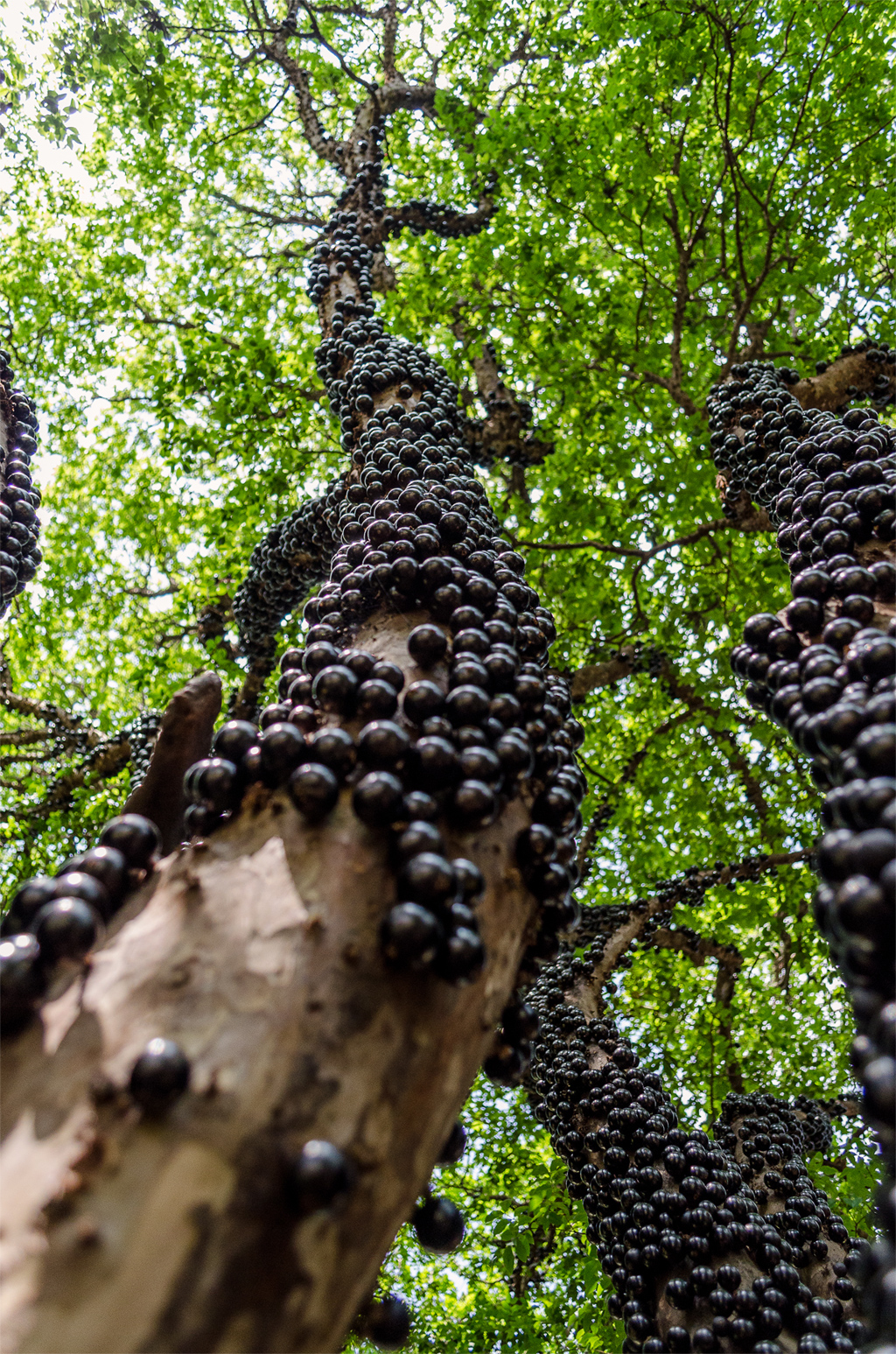
Albero di jabuticaba

Le foglie sono color salmone da giovani e verdi quando maturano; l'albero cresce molto lentamente; preferisce un suolo umido, leggermente acido ma si adatta molto facilmente perfino a substrati alcalino-sabbiosi se curato e irrigato.
Ha fiori bianchi che crescono direttamente sul tronco (caulifloria). Nel suo ambiente di origine fiorisce e fruttifica una o due volte l'anno, ma con abbondante umidità fiorisce di frequente e i frutti possono essere presenti tutto l'anno.
I frutti,  di 3–4 cm, con uno o più semi (fino a quattro), crescono direttamente sul tronco principale e sui rami della pianta, conferendo un aspetto caratteristico all'albero. La buccia è spessa, viola o verdastra, astringente e copre una polpa dolce, bianca o rosacea, gelatinosa. I frutti, molto comuni nei mercati brasiliani, sono mangiati soprattutto freschi; la loro popolarità può essere paragonata a quella dell'uva. Non sono tuttavia duraturi: privi di acidità possono fermentare già 3 o 4 giorni dopo il raccolto, quindi spesso sono usati per marmellate, crostate, e data la facilità a fermentare, per vini e liquori; per lo stesso motivo non interessa la grande distribuzione, e si consuma nei luoghi di coltivazione.

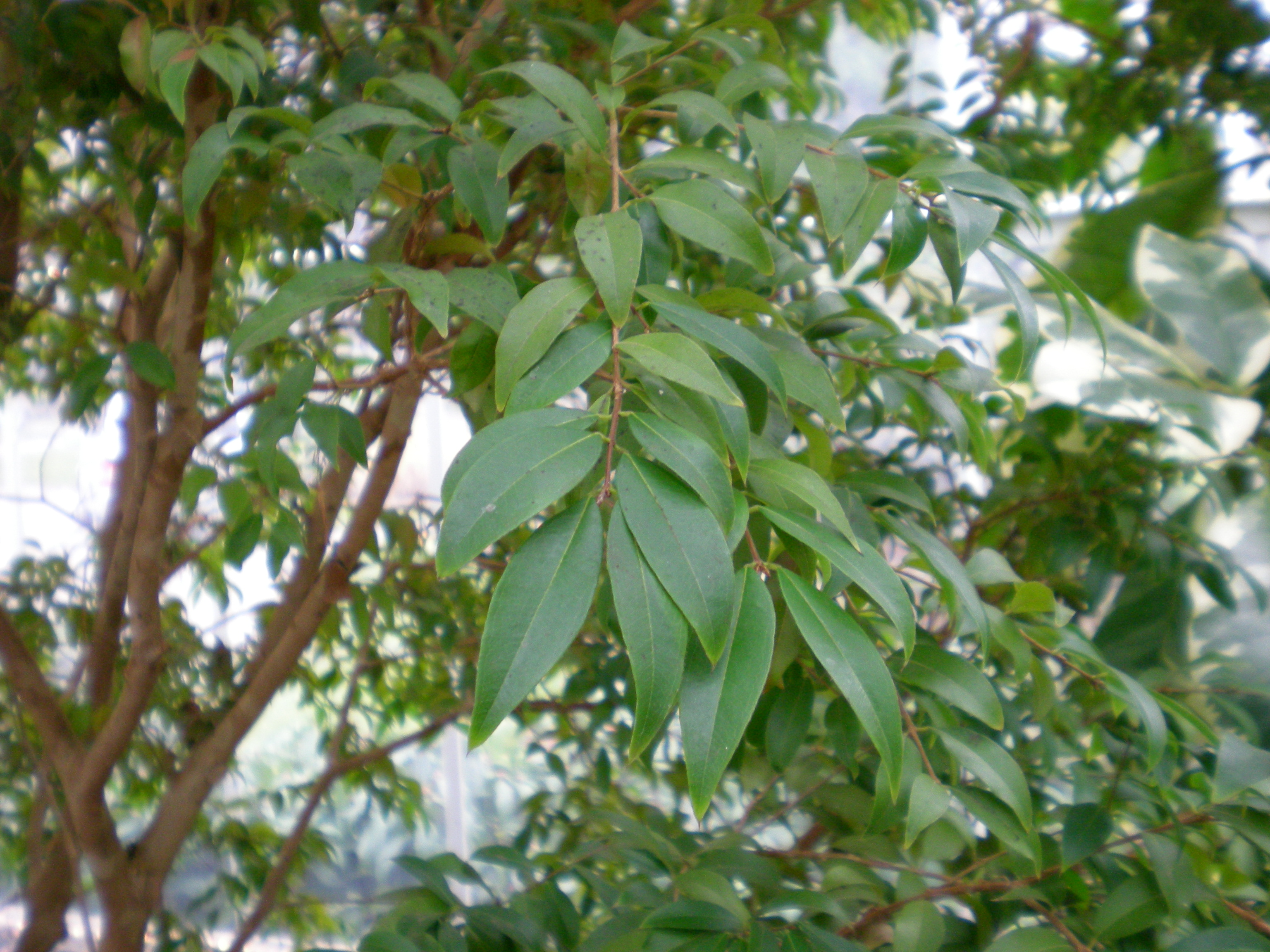
Foglie di Plinia cauliflora

Dal frutto sono stati isolate varie sostanze, potenti antiossidanti ed antinfiammatori. Una di queste, la jaboticabina, si trova solo in questo frutto.
Tradizionalmente, la buccia si usa per preparare un decotto astringente, per gli usi comuni antinfiammatori di un tale prodotto, (emottisi, diarrea, e per gargarismi in caso di tonsillite).
In Brasile i frutti di varie specie collegate, precisamente Myrciaria tenella e M. trunciflora, vengono indicate con lo stesso nome comune. Trattandosi della denominazione collettiva "jabuticaba", occorre osservare che alcune specie di jabuticaba sono subtropicali, e possono sopportare gelate miti e brevi, alcune altre specie o varietà, possono essere più sensibili al freddo.
Un altro problema che si collega ad un ambiente particolare, e che limita la coltivazione a pieno campo in distretti non originari, è il fatto che la fioritura è delicata, e necessita di un periodo primaverile fresco, ma anche senza eccessiva umidità.
Nell'emisfero boreale la coltivazione a scopo commerciale di questo frutto è ridotta più per la crescita estremamente lenta e per la deperibilità del frutto, che per le esigenze termiche.
Le piante innestate possono fruttificare dopo 5 anni; quelle da seme possono impiegare da 10 a 20 anni, anche se da giovani, per la crescita lenta e le dimensioni ridotte, sono molto popolari come bonsai o ornamentali da vaso nelle regioni temperate. Le jabuticaba si adattano abbastanza bene a varie condizioni di crescita, sia su sabbia sia su terra molto ricca, ma non sopportano suoli salsi. Tollerano la siccità, ma a scapito della fruttificazione che diviene irrilevante.

## Aspetti culturali
Il nome jabuticaba deriva dalla parola Tupi jabuti (tartaruga) + Caba (luogo) e significa "luogo delle tartarughe". Il nome in guarani è "Yvapuru", dove yva significa frutto e la parola onomatopeica purũ indica il rumore che fa il frutto quando viene morso.
Una canzone tradizionale della regione orientale della Bolivia si riferisce a una giovane donna che ha gli "occhi come il guapuru" (per via del colore nero) e una bocca "dolce come l'achachairu."
L'albero della jabuticaba compare sullo stemma di Contagem, Minas Gerais e Brasile, ed è molto usato come specie da bonsai, in particolare a Taiwan e in varie zone dei Caraibi.
In Brasile si usa la parola "jabuticaba" per indicare qualcosa che si pensa essere tipicamente brasiliano, visto che si ritiene che l'albero cresca solo in Brasile. 
Di solito è un'espressione (auto) denigratoria: la sola cosa veramente brasiliana, ed anche buona, è la jaboticaba.